# Вадэ
Bадэ (красных гэлао; кит. 红仡佬) — язык кадайской группы.

## Географическое распределение
Места распространения и самоназвание:
| Самоназвания                     | Места распространения и группы гэлао   |
| -------------------------------- | -------------------------------------- |
| va35 ntɯ31, va34 ɗ̥ɤ42, u33 wei55 | красные гэлао (Вьетнам; Малипо, Китай) |